# Fontaine-Française
Pour les articles homonymes, voir Fontaine.
Fontaine-Française est une commune française située dans le département de la Côte-d'Or, en région Bourgogne-Franche-Comté.

## Géographie

### Communes limitrophes
Les communes limitrophes sont Chaume-et-Courchamp, Pouilly-sur-Vingeanne, Sacquenay, Saint-Maurice-sur-Vingeanne, Saint-Seine-sur-Vingeanne, Bourberain, Chazeuil, Licey-sur-Vingeanne, Montigny-Mornay-Villeneuve-sur-Vingeanne, Attricourt et Fontenelle.

### Climat
Pour des articles plus généraux, voir Climat de la Bourgogne-Franche-Comté et Climat de la Côte-d'Or.
En 2010, le climat de la commune est de type climat des marges montargnardes, selon une étude du Centre national de la recherche scientifique s'appuyant sur une série de données couvrant la période 1971-2000. En 2020, Météo-France publie une typologie des climats de la France métropolitaine dans laquelle la commune est exposée à un climat océanique altéré et est dans la région climatique  Lorraine, plateau de Langres, Morvan, caractérisée par un hiver rude (1,5 °C), des vents modérés et des brouillards fréquents en automne et hiver. 
Pour la période 1971-2000, la température annuelle moyenne est de 10,4 °C, avec une amplitude thermique annuelle de 17,5 °C. Le cumul annuel moyen de précipitations est de 854 mm, avec 11,8 jours de précipitations en janvier et 8,2 jours en juillet. Pour la période 1991-2020, la température moyenne annuelle observée sur la station météorologique de Météo-France la plus proche, « Poyans », sur la commune de Poyans à 12 km à vol d'oiseau, est de 11,1 °C et le cumul annuel moyen de précipitations est de 911,8 mm,. Pour l'avenir, les paramètres climatiques de la commune estimés pour 2050 selon différents scénarios d'émission de gaz à effet de serre sont consultables sur un site dédié publié par Météo-France en novembre 2022.

## Urbanisme

### Typologie
Au 1er janvier 2024, Fontaine-Française est catégorisée bourg rural, selon la nouvelle grille communale de densité à 7 niveaux définie par l'Insee en 2022.
Elle est située hors unité urbaine. Par ailleurs la commune fait partie de l'aire d'attraction de Dijon, dont elle est une commune de la couronne,. Cette aire, qui regroupe 333 communes, est catégorisée dans les aires de 200 000 à moins de 700 000 habitants,.

### Occupation des sols
L'occupation des sols de la commune, telle qu'elle ressort de la base de données européenne d’occupation biophysique des sols Corine Land Cover (CLC), est marquée par l'importance des territoires agricoles (48,3 % en 2018), en diminution par rapport à 1990 (50,3 %). La répartition détaillée en 2018 est la suivante : forêts (44,7 %), terres arables (43,9 %), prairies (4,4 %), zones urbanisées (3,3 %), espaces verts artificialisés, non agricoles (1,1 %), zones industrielles ou commerciales et réseaux de communication (0,9 %), milieux à végétation arbustive et/ou herbacée (0,9 %), eaux continentales (0,9 %). L'évolution de l’occupation des sols de la commune et de ses infrastructures peut être observée sur les différentes représentations cartographiques du territoire : la carte de Cassini (XVIIIe siècle), la carte d'état-major (1820-1866) et les cartes ou photos aériennes de l'IGN pour la période actuelle (1950 à aujourd'hui).

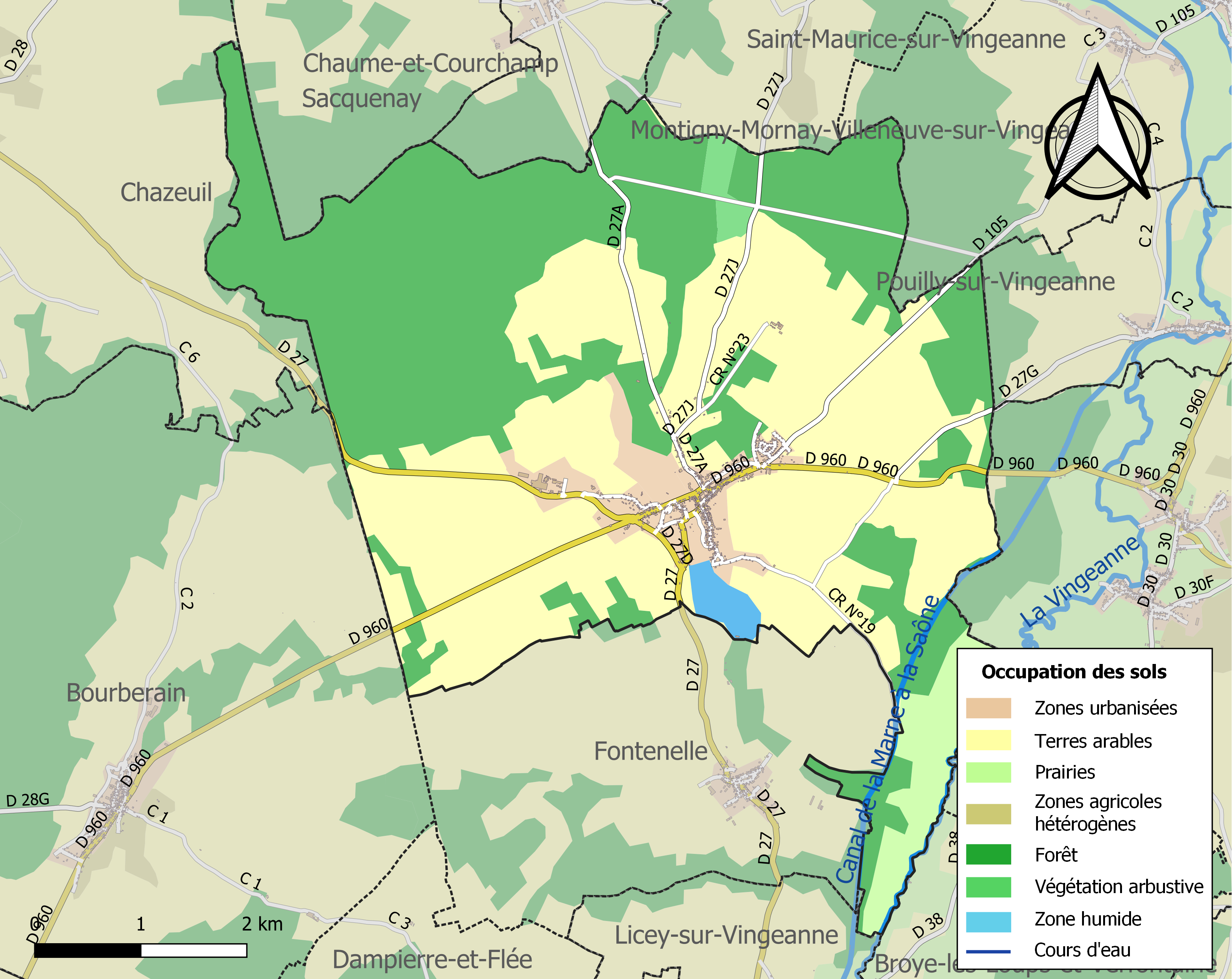
Carte des infrastructures et de l'occupation des sols de la commune en 2018 (CLC).

## Histoire

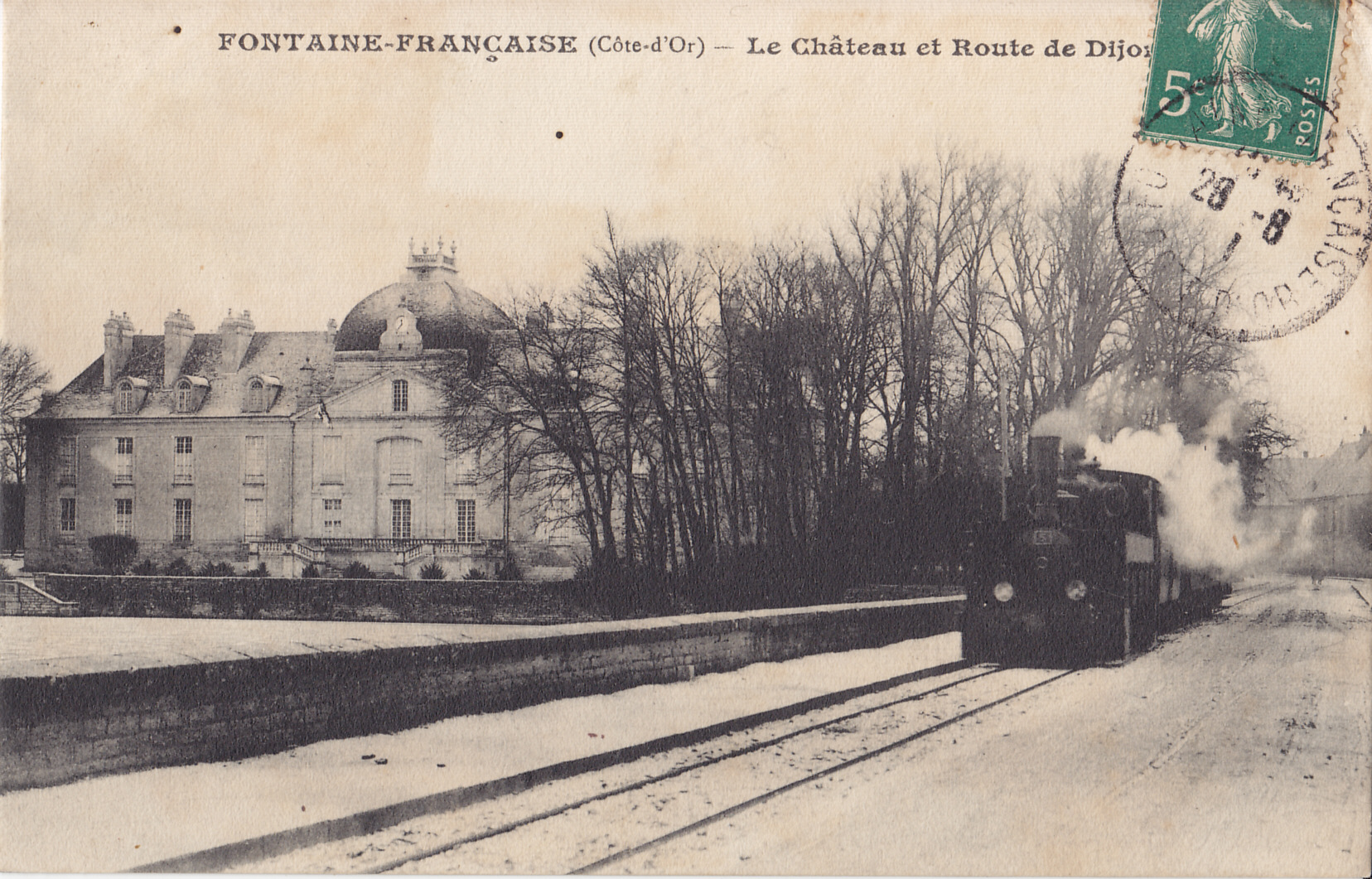
Le château de Fontaine-Française dans les années 1910, alors longé par la ligne de chemin de fer secondaire à voie métrique des chemins de fer départementaux de la Côte-d'Or (CDCO) qui reliait Dijon à Champlitte.

### Seigneurs
Au Moyen Âge, les seigneurs de Fouvent avaient aussi Fontaine-Française, et Champlitte en partie, puis ils se fondirent dans la Maison de Vergy au tout début du XIIIe siècle par l'union entre l'héritière Clémence de Fouvent et Guillaume Ier de Vergy (vers 1180-1240 ; beau-frère du duc Eudes III par sa sœur Alix de Vergy). La puissante et proliférante famille de Vergy, déjà dotée de Beaumont et d'Autrey par les noces des grands-parents paternels d'Alix et Guillaume de Vergy — Adélaïde de Beaumont d'Autrey et Guy de Vergy, vers 1140 — détient donc désormais Fontaine-Française, Champlitte et Fouvent, bientôt Mirebeau, plus tard Bourbonne, puis Jonvelle et Charny, encore Champvans etc.
Encore quatre générations, et Henriette de Vergy († 1427), dame de Fontaine-Française, épouse sans postérité 1° Jean de Longwy-Rahon et Gevry († 1382), puis 2° 1383 Jean de Vienne-Pagny à la Barbe († 1436) ; sa petite-nièce héritière Jeanne de Vergy (1360-† 1410), femme en 1383 d'Henri de Bauffremont-Scey, transmet Fontaine-Française, Charny, Bourbonne et Mirebeau à leur descendance, notamment à leur fils Pierre de Bauffremont et à leur arrière-arrière-petite-fille Françoise de Longwy, épouse de l'amiral de Brion, alias Philippe Chabot (cf. Neublans > Seigneurs : ♦ ♥ et toutes les branches,).
La succession de Fontaine-Française est ensuite assurée dans les familles Chabot, Loménie de Brienne, de Vivonne, Arnaud, de Mazel, La Tour du Pin-Gouvernet-La Charce. En effet, François Chabot, fils cadet de l'amiral, et ses descendants immédiats détiennent Fontaine-Française jusque vers 1630/1644 (voir l'article Philippe). Puis Fontaine-Française passe à la veuve et deuxième femme de Jacques Chabot († 1630 ; le fils aîné de François Chabot) : Antoinette de Loménie († 1638, pourtant sans postérité de Jacques Chabot qu'elle avait épousé en 1622 ; fille d'Antoine et sœur d'Henri-Auguste comte de Brienne ; veuve d'André de Vivonne de La Châtaigneraie qu'elle avait marié en 1612 et qui était † en 1616). Antoinette de Loménie transmet donc Fontaine-Française à sa fille Andrée de Vivonne, femme de François de La Rochefoucauld : ceux-là vendent en 1656, contre 180 000 livres, à Antoine Arnaud/Arnault, financier, anobli par une charge de conseiller-secrétaire du roi.
La fille ou plutôt nièce de ce dernier, Catherine Arnaud, épouse Jacques de Mazel, d'où Claude de Mazel, femme de Louis de La Tour du Pin-Gouvernet, marquis de La Charce (1655-1714) (ces Arnaud/Arnault et Mazel sont des familles de Calvisson) : Fontaine-Française entre alors dans cette Maison dauphinoise dans la deuxième moitié du XVIIe siècle ; leur petit-fils Philippe-Antoine-Gabriel-Victor-Charles de La Tour du Pin-La Charce (1723-1794 ; enfant de leur fils Jacques-Philippe-Auguste (1685-1746), et père de René II de La Tour du Pin-Gouvernet de La Charce, 1750-1781) meurt guillotiné en l'an II, et sa sœur Anne-Marie-Madeleine-Louise de La Tour du Pin-La Charce (1730-1820), épouse en 1748 de François-David Bollioud de St-Jul(l)ien d'Argental (1713-1788 ; receveur général du Clergé, commanditaire de L'Escarpolette de Fragonard), est une amie de Voltaire et de madame de Staël,.
Un lien existe alors avec les Grimaldi-Matignon de Monaco : la princesse Marie-Camille-Athénaïs-Honorine de Monaco (1784-1879), fille de Joseph, est en 1803 la femme de René III-Louis-Victor de La Tour du Pin-La Charce (1779-1832 ; fils de René II ci-dessus) : d'où la succession du domaine/château de Fontaine-Française chez leurs enfants Louis-Gabriel-Aynard de La Tour du Pin-La Charce (né en 1806-† sans postérité en 1855 à Marseille de ses blessures reçues à Malakoff ; inhumé avec sa mère la princesse Honorine dans le cimetière communal de Fontaine-Française, où repose aussi Louis-Gabriel-Oscar Grimaldi marquis des Baux (1814-1894), fils naturel d'Honoré V et petit-cousin d'Honorine), et Joséphine-Philis-Charlotte de la Tour du Pin-La Charce, comtesse de Chabrillan (x Charles-Fortuné-Guigues de Chabrillan, 1796-1863 ; Postérité, dont leur petit-fils Aynard-Guigues de Chabrillan, 1869-1950).

### Guerres de Religion
Lors de la cinquième guerre de Religion (1574-1576), le comte palatin Jean-Casimir conduit une troupe de mercenaires à François d'Alençon et aux protestants. Il pille la ville au début de 1576.
Lors de la huitième et dernière guerre de Religion (1585-1598), la bataille de Fontaine-Française se déroula le 5 juin 1595 et opposa Henri IV à la Ligue catholique.

### Guerre de Trente ans
Au cours de la guerre de Dix Ans, épisode comtois de la guerre de Trente Ans, Fontaine fut, comme la plupart des localités de la région, dévasté par le passage, fin octobre 1636, de l'armée de Gallas et du duc Charles de Lorraine puis de nouveau, en 1638 et 1643, par les Comtois. La Visite des feux du bailliage de Dijon effectuée en 1644-1645 donne un tableau effrayant : « Et nous ayant faict conduire par tout le village, avons recogneu y avoir environ 120 maisons qui paroissent être en bon estat par le dehors ; néantmoings, estant entré dans la plus grande partie, en avons vue un grand nombre dont les planchers et fenestres sont entièrement bruslés et rompus, le couvert paraissant dès la cave. Elles ne sont plus habitées, mesmement au milieu du village ... ».

## Politique et administration
| Période                                  | Période   | Identité        | Étiquette | Qualité                                                               |
| ---------------------------------------- | --------- | --------------- | --------- | --------------------------------------------------------------------- |
| Les données manquantes sont à compléter. |           |                 |           |                                                                       |
| mars 1959                                | juin 1995 | Henry Berger    | RPR       | Docteur, député (1962-1981), président du conseil général (1988-1994) |
| mars 2001                                | 2008      | François Launoy | UMP       | Conseiller général                                                    |
| mars 2008                                | En cours  | Nicolas Urbano  | UMP       | Conseiller général                                                    |

## Démographie
L'évolution du nombre d'habitants est connue à travers les recensements de la population effectués dans la commune depuis 1793. Pour les communes de moins de 10 000 habitants, une enquête de recensement portant sur toute la population est réalisée tous les cinq ans, les populations de référence des années intermédiaires étant quant à elles estimées par interpolation ou extrapolation. Pour la commune, le premier recensement exhaustif entrant dans le cadre du nouveau dispositif a été réalisé en 2004.

En 2022, la commune comptait 888 habitants, en évolution de −1 % par rapport à 2016 (Côte-d'Or : +0,82 %, France hors Mayotte : +2,11 %).
| 1793 | 1800  | 1806  | 1821  | 1831  | 1836  | 1841  | 1846  | 1851  |
| ---- | ----- | ----- | ----- | ----- | ----- | ----- | ----- | ----- |
| 957  | 1 033 | 1 038 | 1 096 | 1 073 | 1 224 | 1 208 | 1 183 | 1 122 |

| 1856  | 1861  | 1866  | 1872  | 1876 | 1881  | 1886  | 1891  | 1896 |
| ----- | ----- | ----- | ----- | ---- | ----- | ----- | ----- | ---- |
| 1 083 | 1 085 | 1 108 | 1 044 | 977  | 1 005 | 1 018 | 1 004 | 941  |

| 1901 | 1906 | 1911 | 1921 | 1926 | 1931 | 1936 | 1946 | 1954 |
| ---- | ---- | ---- | ---- | ---- | ---- | ---- | ---- | ---- |
| 926  | 884  | 892  | 691  | 684  | 727  | 725  | 715  | 712  |

| 1962 | 1968 | 1975 | 1982 | 1990 | 1999 | 2004 | 2006 | 2009 |
| ---- | ---- | ---- | ---- | ---- | ---- | ---- | ---- | ---- |
| 731  | 658  | 816  | 857  | 798  | 916  | 931  | 951  | 940  |

| 2014 | 2019 | 2022 | - | - | - | - | - | - |
| ---- | ---- | ---- | - | - | - | - | - | - |
| 898  | 886  | 888  | - | - | - | - | - | - |

## Lieux et monuments
- Château de Fontaine-Française

- Moulin de Fontaine-Française

- La Fontaine Henri IV, qui commémore la bataille de Fontaine-Française est inscrite Monument historique depuis le 14 octobre 1946[27].

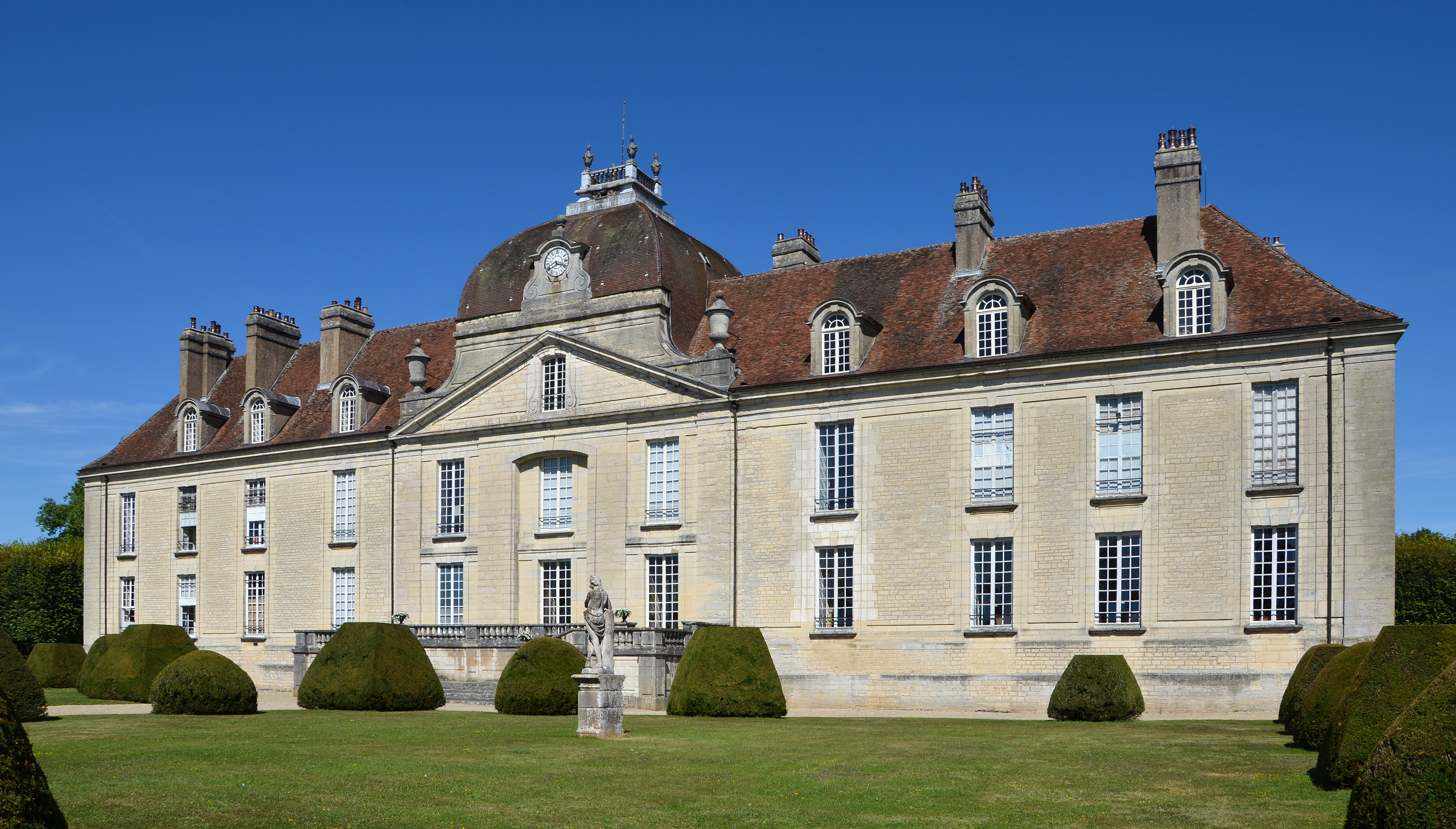
Château de Fontaine-Française.
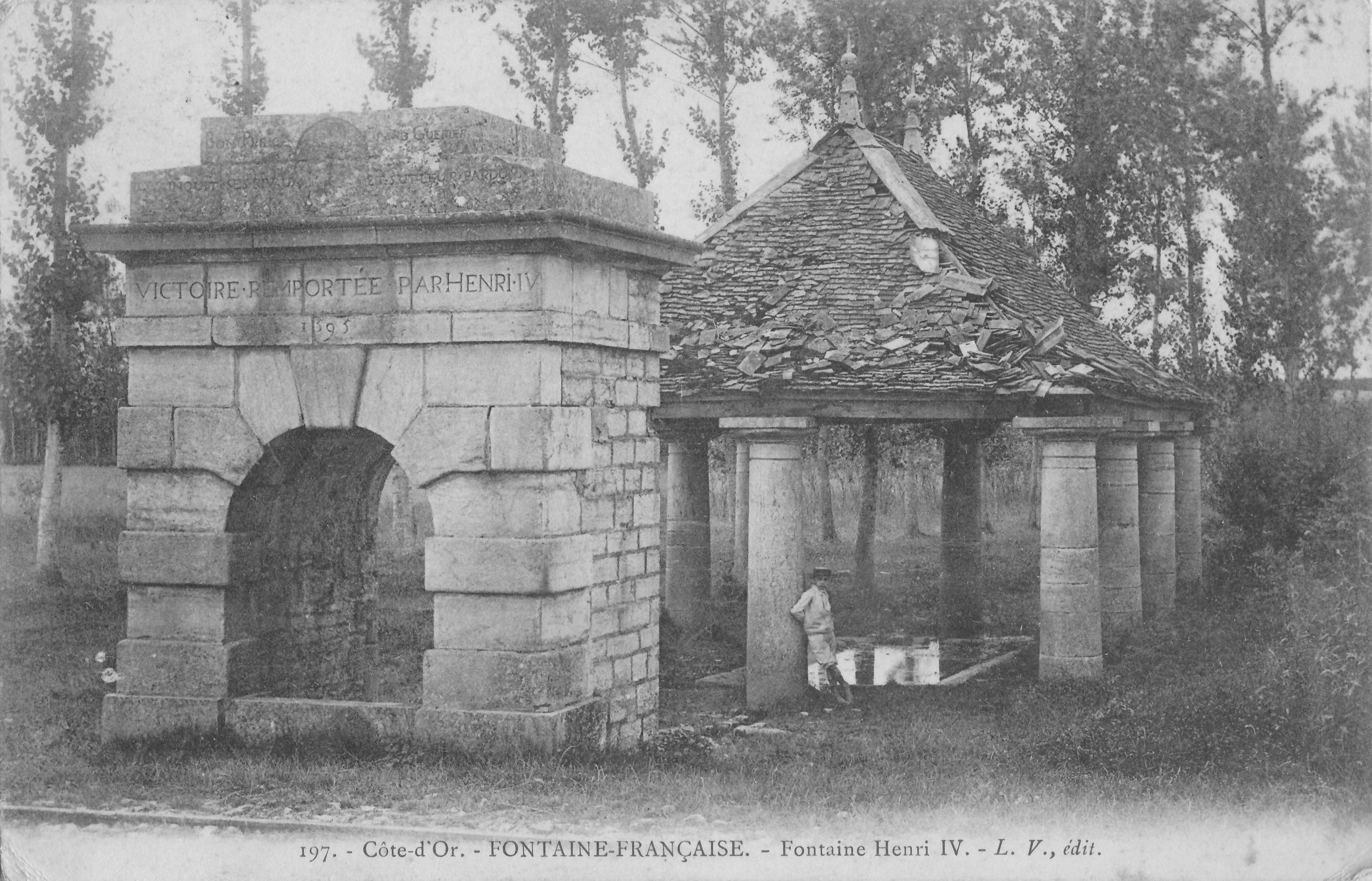
Fontaine Henri IV vers 1904.
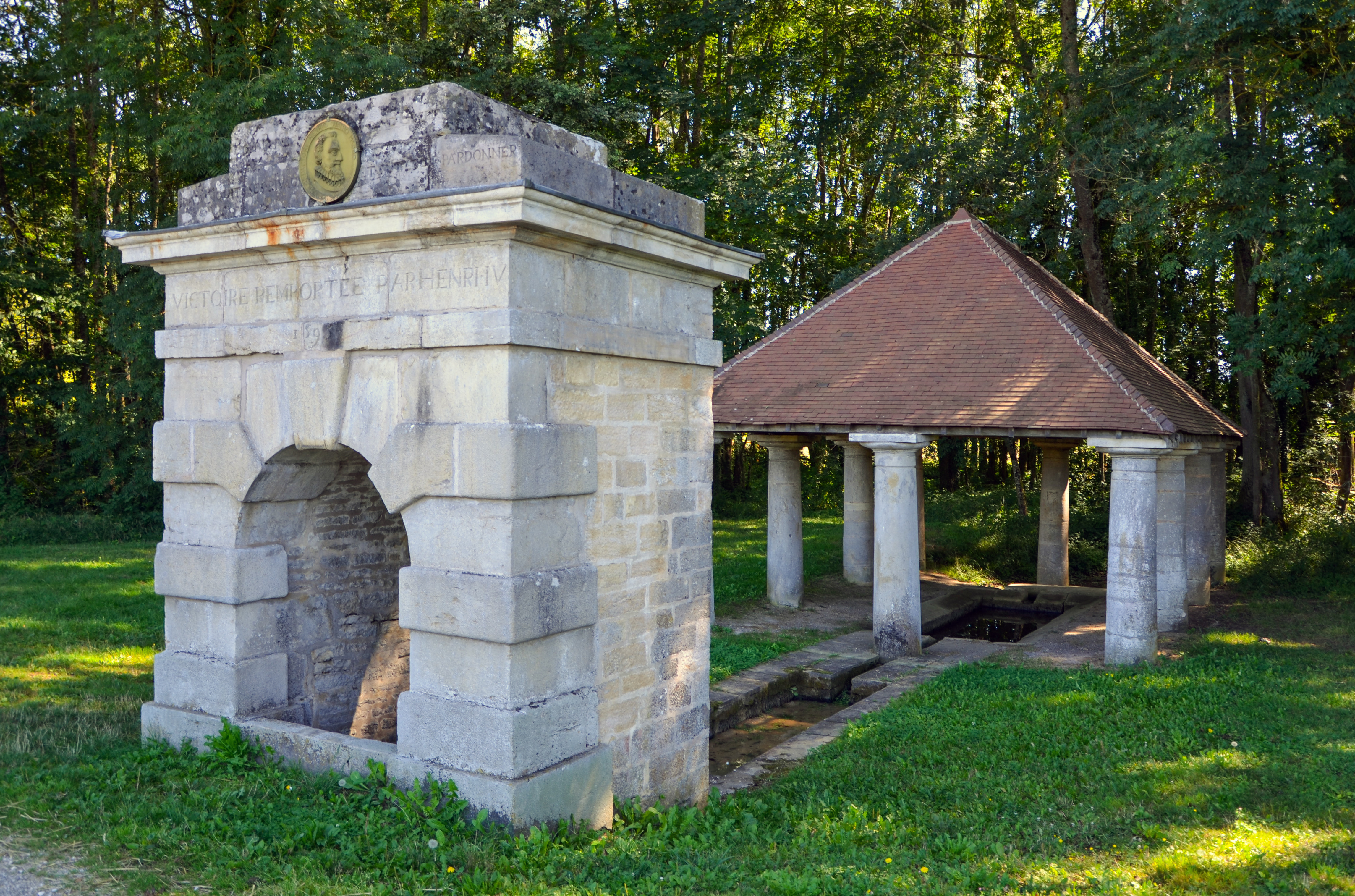
Fontaine Henri IV.

## Personnalités liées à la commune
- Louis Astier de Villatte, qui repose au cimetière de Fontaine-Française (officier de l'Armée de l’air qui, le 19 août 1936, peu après minuit, à Brienne-le-Château dans l'Aube, trouva la mort à bord de son bombardier Bloch 200, après avoir réussi à organiser le sauvetage des quatre sous-officiers composant son équipage).
- Georges Viennot-Bourgin, phytopathologiste, Président de l'Académie d'agriculture, scientifique et enseignant français né le 17 avril 1906 à Fontaine-Française et mort le 8 février 1986 à Versailles.
- Adèle Varillat, peintre, née le 22 mars 1769 à Fontaine-Française.
- Jean Marc Tournois, sculpteur, né le 28 février 1956 à Fontaine-Française.

## Héraldique
| Blason de Fontaine-Française | Blason  | D'argent à la croix de gueules.                  |
| Blason de Fontaine-Française | Détails | Le statut officiel du blason reste à déterminer. |